# Бразильсько-мексиканські відносини
Бразильсько-мексиканські відносини — двосторонні відносини між Бразилією та Мексикою. Дипломатичні відносини між країнами встановлено 9 березня 1825.

## Історія
9 березня1825 встановлено дипломатичні відносини між Бразилією і Мексикою, через два роки після проголошення незалежності Бразилії.
У 1831 обидві країни відкрили дипломатичні місії в столицях одна одної.
У 1860-х були єдиними латиноамериканськими країнами з монархічним режимом. Бразильський імператор Педру II і мексиканський імператор Максиміліан I були двоюрідними братами.
У 1914 Бразилія входила в регіональну групу під назвою Блок АБЧ (разом з Аргентиною та Чилі), в той час ці три країни були найбагатшими й найвпливовішими в Південній Америці. Того самого року блок АБЧ втрутився в дипломатичний спір між Сполученими Штатами Америки та Мексикою, які були на межі війни через американську окупацію Веракруса. Представники блоку АБЧ зустрілися з представниками Сполучених Штатів і Мексики в канадському місті Ніагара-Фолс, щоб зняти напруженість між двома країнами і не допустити початку війни між ними.
У 1910-1920 дипломатичні відносини між Бразилією і Мексикою розірвані через Мексиканську революцію.
У 1920 дипломатичні відносини було відновлено після того, як Бразилія визнала новий мексиканський уряд.
У 1922 дипломатичні місії в столицях реорганізовано в посольства.
Під час Другої світової війни ці країни стали єдиними в Латинській Америці, які оголосили війну Країнам «осі» та їхнім союзникам і направили війська для ведення бойових дій за кордоном. Бразилія направила експедиційний корпус в Італію, а Мексика направила війська на Філіппіни.

## Торгівля
У 2000 президент Мексики Феліпе Кальдерон заявив, що Мексика хоче диверсифікувати свою торгівлю від надмірної залежності від США і сподівається підписати угоду про вільну торгівлю з Бразилією. У 2009 році президент Бразилії Лула да Сілва зазначив, що між країнами була недовіра, яку необхідно подолати для того, щоб збільшити товарообіг. Він запропонував продовжити переговори на високому рівні, спрямовані на зміцнення зв'язків між національними нафтовими компаніями двох країн, Petrobras і Pemex. 2012 року президент Мексики Енріке Пенья Ньєто піддав критиці скорочення Бразилією квот на поставку автомобілів мексиканського виробництва і знову заявив про бажання підписати угоду про вільну торгівлю. У 2014 році обсяг двосторонньої торгівлі між країнами становив суму 9,2 млрд доларів США.